# 圣帕尔杜勒拉克
圣帕尔杜勒拉克（法語：Saint-Pardoux-le-Lac，法語發音：[sɛ̃ paʁdu lə lak]）是法国上维埃纳省的一个市镇，属于贝拉克区。该市镇于2019年由原市镇鲁萨克、圣帕尔杜和库兹河畔圣桑福里安合并而成，行政中心位于鲁萨克。

## 地名
该地名“圣帕尔杜勒拉克”（Saint-Pardoux-le-Lac）由两部分组成：“圣帕尔杜”（Saint-Pardoux），该市镇的前身及主体圣帕尔杜；“勒拉克”（le-Lac），法语意为“湖”。

## 地理
圣帕尔杜勒拉克（46°0'30.2"N, 1°14'9.6"E）面积67.40 平方千米，位于法国新阿基坦大区上维埃纳省，该省份为法国中西部省份，北起顺时针与安德尔省、克勒兹省、科雷兹省、多爾多涅省、夏朗德省和维埃纳省接壤。
与圣帕尔杜勒拉克接壤的市镇（或旧市镇、城区）包括：巴勒当、沙托蓬萨克、加尔唐普河畔贝西讷、拉泽、孔普雷尼亚克、图龙、勒比、楠蒂亚、贝尔讷伊、圣瑞尼安莱孔布、朗孔。
圣帕尔杜勒拉克的时区为UTC+01:00、UTC+02:00（夏令时）。

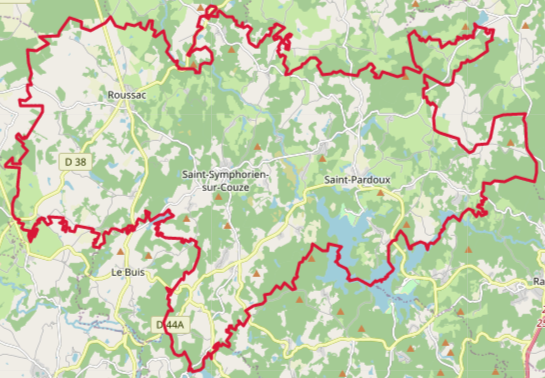
圣帕尔杜勒拉克的OSM定位图

## 行政
圣帕尔杜勒拉克的邮政编码为87140，INSEE市镇编码为87128。

## 政治
圣帕尔杜勒拉克所属的省级选区为贝拉克县。

## 人口
圣帕尔杜勒拉克于2022年1月1日时的人口数量为1364人。